# Плиоцен
| система                                                                          | отдел      | ярус          | Ниж. граница, млн лет |
| -------------------------------------------------------------------------------- | ---------- | ------------- | --------------------- |
| Антропоген                                                                       | Плейстоцен | Гелазский     | 2,58                  |
| Неоген                                                                           | Плиоцен    | Пьяченцский   | 3,600                 |
| Неоген                                                                           | Плиоцен    | Занклский     | 5,333                 |
| Неоген                                                                           | Миоцен     | Мессинский    | 7,246                 |
| Неоген                                                                           | Миоцен     | Тортонский    | 11,63                 |
| Неоген                                                                           | Миоцен     | Серравальский | 13,82                 |
| Неоген                                                                           | Миоцен     | Лангский      | 15,98                 |
| Неоген                                                                           | Миоцен     | Бурдигальский | 20,45                 |
| Неоген                                                                           | Миоцен     | Аквитанский   | 23,04                 |
| Палеоген                                                                         | Олигоцен   | Хаттский      | больше                |
| Деление и золотые гвозди в соответствии с IUGS по состоянию на декабрь 2024 года |            |               |                       |

Плиоце́н (от др.-греч. πλεῖον — 'более' и καινός — новый, современный) — эпоха неогенового периода, начавшаяся 5,333 миллиона лет назад и закончившаяся 2,588 миллиона лет назад. Эпохе плиоцена предшествует эпоха миоцена, а последовательницей является эпоха плейстоцена.

## Термин

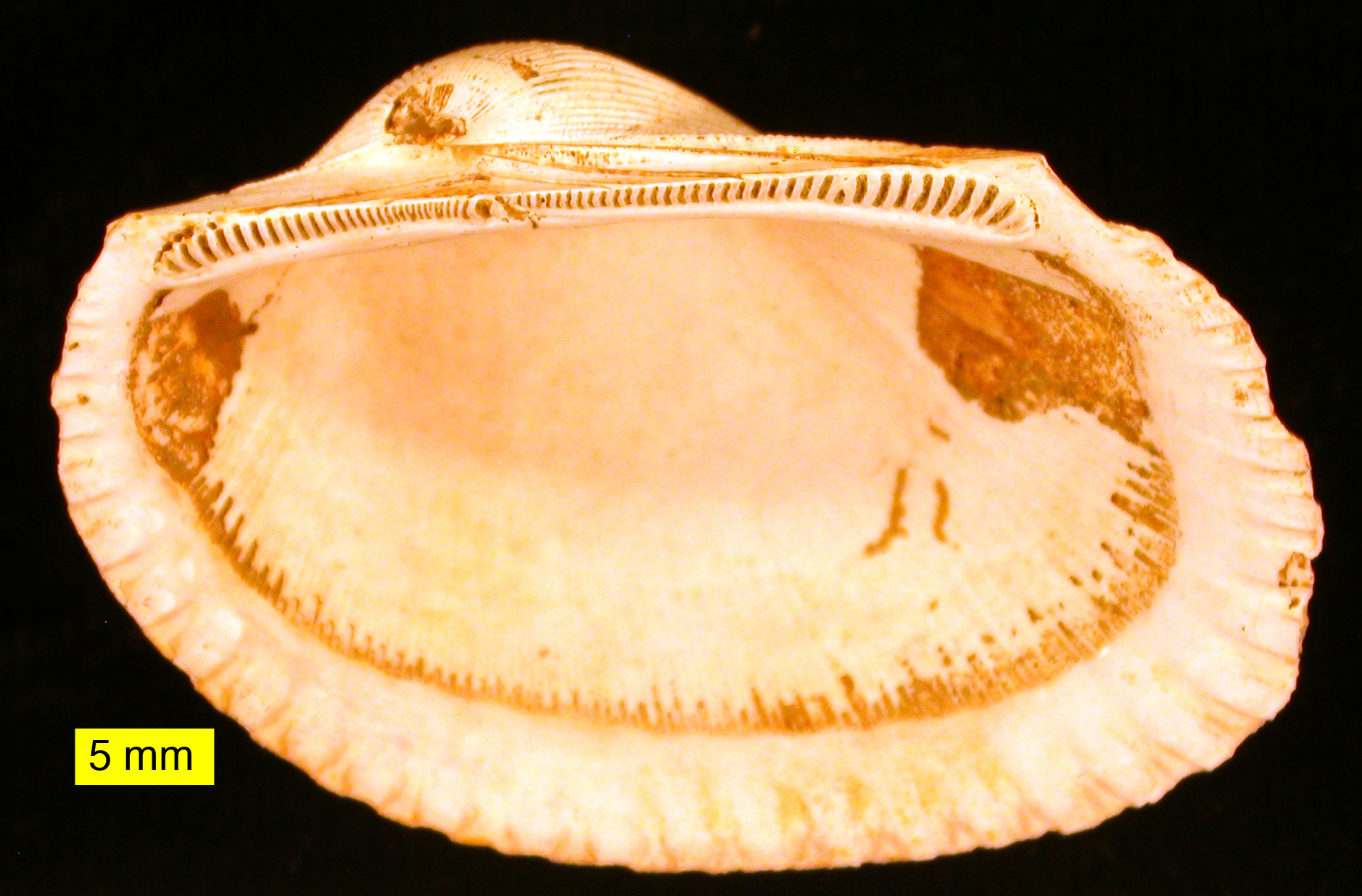
Anadara, Плиоцен

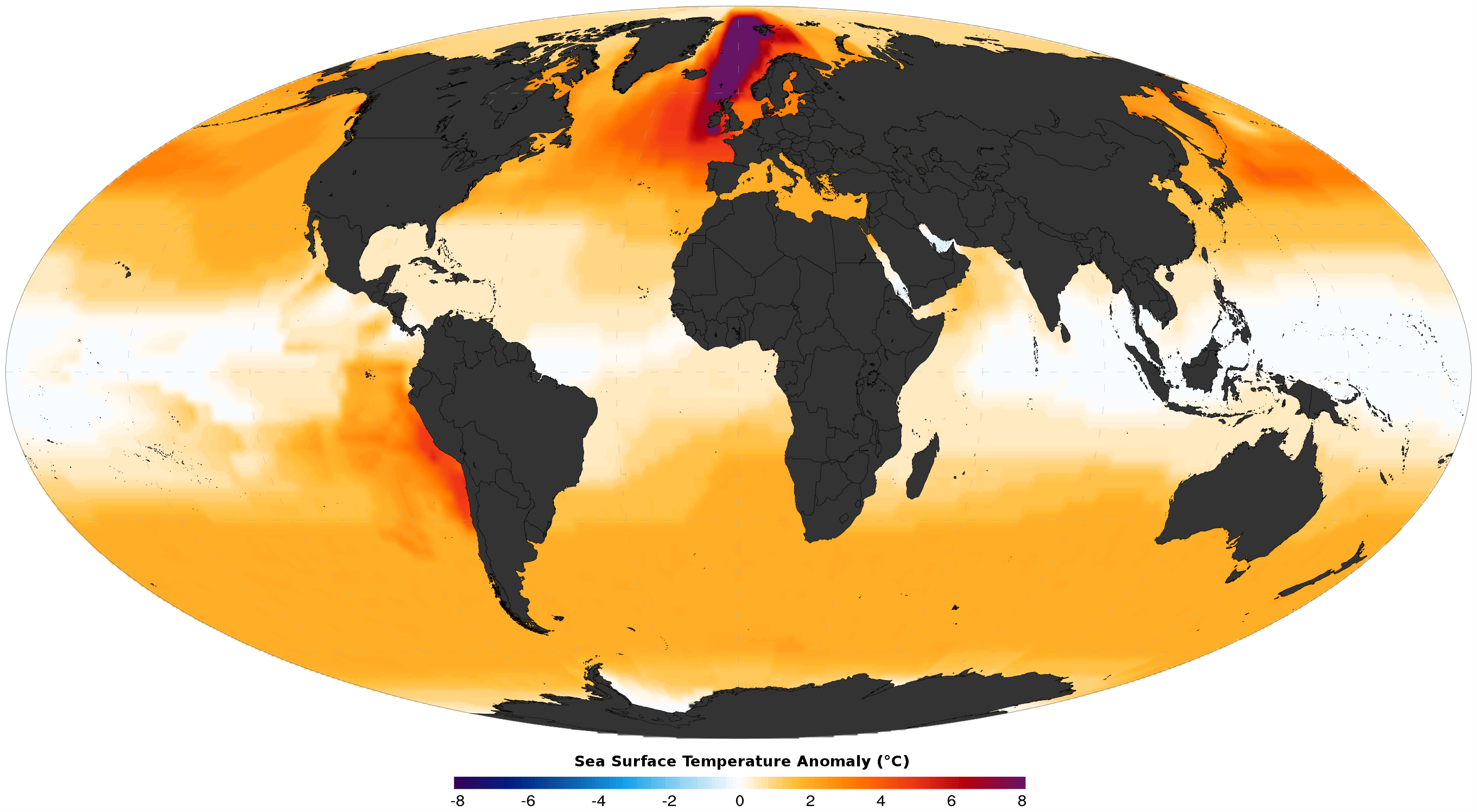
Аномалия температуры поверхности Мирового океана в плиоцене

Автор термина — шотландский учёный Чарльз Лайель, предложивший разделить третичный период на четыре геологических эпохи (включая древний и новый плиоцен) в первом томе его книги «Основы геологии» (1830) (в изобретении термина ему также помогал его друг — преподобный В. Вьювелл (Rev. W. Whewell).
Лайель объяснял термин тем, что основная часть окаменелостей (которые он тогда изучал) этой эпохи может быть соотнесена с современными (новыми) видами.

## Стратиграфия
Плиоцен подразделяется на три подотдела — нижний, средний и верхний.
Подразделяется на следующие века (ярусы):
| Занклский ярус   | (5,332—3,6 млн лет назад) |
| Пьяченцский ярус | (3,6—2,588 млн лет назад) |

## Антропология
В плиоцене появились и, скорее всего, вымерли родственные человеку австралопитеки.
Также в этот период появились первые люди (род) (Homo).